# Laurocerasus undulata
Laurocerasus undulata là loài thực vật có hoa trong họ Hoa hồng. Loài này được (Buch.-Ham. ex D. Don) M. Roem. mô tả khoa học đầu tiên năm 1847.